# Marlis Bredehorst

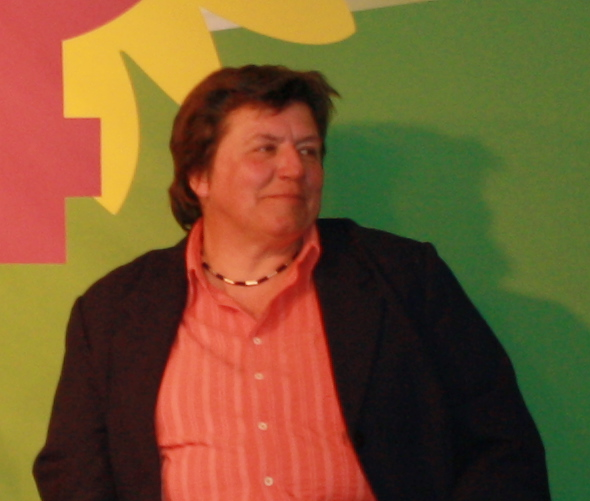
Marlis Bredehorst (2011)

Marlis Bredehorst (* 3. September 1956 in Hamburg; † 11. Oktober 2020) war eine deutsche Juristin und Politikerin (Bündnis 90/Die Grünen).

## Biografie
Marlis Bredehorst studierte an der Universität Hamburg Rechtswissenschaften mit anschließendem ersten und zweiten Staatsexamen, Soziologie mit dem Abschluss Diplom sowie Sozialpädagogik.
Bredehorst trat 1988 in den Hamburger Staatsdienst ein und war zunächst in der Verwaltung für Arbeit, Gesundheit und Soziales eingesetzt. Anschließend wechselte sie in den Dienst der Unfallversicherungsträger des öffentlichen Dienstes: von 1995 bis 1998 als Direktorin der Landesunfallkasse Hamburg, danach bis 2003 des Rheinischen Gemeindeunfallversicherungsverbandes. Seitdem war sie bis Juli 2010  Beigeordnete der Stadt Köln und Dezernatsleiterin für Soziales, Integration und Umwelt.
Ministerpräsidentin Hannelore Kraft berief sie am 15. Juli 2010 zur Staatssekretärin im Ministerium für Gesundheit, Emanzipation, Pflege und Alter des Landes Nordrhein-Westfalen, am 17. Dezember 2013 schied Bredehorst aufgrund hausinterner Differenzen aus und wurde in den einstweiligen Ruhestand versetzt.
Im Januar 2017 wurde Marlis Bredehorst als nebenamtliches Mitglied in die Kirchenleitung der Evangelischen Kirche im Rheinland gewählt. Im Mai 2020 legte sie ihr kirchliches Ehrenamt aus gesundheitlichen Gründen nieder.
Bredehorst war seit 2002 mit Eli Wolf, Pfarrerin der Evangelischen Kirche in Hessen und Nassau, verheiratet. Bredehorst wurde am 20. Oktober 2020 auf dem Kölner Südfriedhof beigesetzt.

## Politik
Bündnis 90/Die Grünen in Nordrhein-Westfalen benannten sie als Abgeordnete der 14. Bundesversammlung.